# Paulo Brunetti
Paulo Brunetti Fanjul (Puerto Deseado, 19 de outubro de 1973) é um ator argentino, de teatro, cinema e televisão. Reside no Chile.
Nasceu em 19 de outubro de 1973 em Puerto Deseado, Provincia de Santa Cruz. Aos 20 anos decidiu deixar Puerto Madryn e foi sozinho viver em Buenos Aires para se tornar um ator.
Aos 25 anos esteve no Conservatorio Nacional de Arte Dramático. Em sua carreira teatral recebeu o prêmio José María Vilches e uma Estrella de Mar por "Lejana tierra mía".
Na televisão seu primeiro trabalho foi em Verano del '98. Atualmente está morando no Chile, onde se tornou conhecido por seu papel em Lola, novela de Canal 13.

## Cinema
- Nada por perder (2001) - Homem do Comitê
- Whisky Romeo Zulu (2004) - O "Trienador"
- Vereda tropical (2004) - Taxi boy
- Chile 672 (2006) - Osmar
- No (2012) - Giovanni
- Qué pena tu familia (2013) - Lisando Del Corral.
- Mis peores amigos (2013) - Doctor
- Gritos del Bosque (2013) - Alex

## Televisão
| Televisão | Televisão        | Televisão                  | Televisão   |
| Ano       | Série            | Personagem                 | Canal       |
| --------- | ---------------- | -------------------------- | ----------- |
| 1999-2000 | Verano del 98    | Gustavo "Tavo" Torres      | Telefe      |
| 2003      | Resistiré        | Asistente de Norton        | Telefe      |
| 2005      | Hombres de honor | Andrés                     | El Trece    |
| 2006      | Montecristo      | Mateo                      | Telefe      |
| 2008      | Lola             | Simón Lira                 | Canal 13    |
| 2009      | Sin Anestesia    | Franco Barbieri            | Chilevisión |
| 2010      | Mujeres de lujo  | Valentino Ricci            | Chilevisión |
| 2010      | Manuel Rodríguez | General José de San Martín | Chilevisión |
| 2011      | Infiltradas      | Bautista Piantini          | Chilevisión |
| 2011      | La Doña          | Enrique Enríquez de Malta  | Chilevisión |
| 2012-2013 | Soltera otra vez | Gustavo Fernández          | Canal 13    |
| 2013      | Las Vegas        | Javier Riesco              | Canal 13    |
| 2014      | Mamá Mechona     | Rafael Amenábar            | Canal 13    |
| 2014      | Chipe libre      | Luciano Vendramini         | Canal 13    |
| 2016      | Preciosas        | Ismael Domínguez           | Canal 13    |

## Séries
- El diario secreto de una profesional (TVN, 2012) - Fernando Orgueda
- Príncipes de barrio (Canal 13, 2015) - DT Inter de Milán

## Programas de televisão
- Sábado por la noche (Mega, 2011) - Convidado
- Zona de Estrellas (Zona Latina, 2012) - Convidado
- Vertigo (Canal 13, 2014) - Tricampeão
- Más vale tarde (late show) (Mega, 2014) - Convidado

## Teatro
- 1994: Cámara lenta, historia de una cara, Dir. Oscar Barney Finn
- 1997: Solos, Dir. Marcos Zucker
- 1998: Ruta 14, Dir. Roberto Castro
- 1999: La vida es sueño, Dir. Daniel Suárez Marzal
- 1999: Mucho ruido y pocas nueces, Dir. Roberto Castro
- 2000: La excelsa, Dir. Oscar Barney Finn
- 2001: Madame Mao, Dir. Oscar Barney Finn
- 2002/2003: Lejana tierra mía, Dir. Oscar Barney Finn
- 2004: Las de Barranco, Dir. Oscar Barney Finn
- 2005: Numancia, Dir. Daniel Suárez Marzal
- 2006: El perro del hortelano, Dir. Daniel Suárez Marzal
- 2007: La gata sobre el tejado de zinc caliente, Dir. Oscar Barney Finn
- 2008: La gata sobre el tejado de zinc caliente, (Santiago de Chile)
- 2014: El Diccionario, (Santiago de Chile)
- 2014: Divorciados, (Chile)